# COVID-19-Pandemie in Suriname
Die COVID-19-Pandemie in Suriname tritt als regionales Teilgeschehen des weltweiten Ausbruchs der Atemwegserkrankung COVID-19 auf und beruht auf Infektionen mit dem Ende 2019 neu aufgetretenen Virus SARS-CoV-2 aus der Familie der Coronaviren. Die COVID-19-Pandemie breitet sich seit Dezember 2019 von China ausgehend aus. Ab dem 11. März 2020 stufte die Weltgesundheitsorganisation (WHO) das Ausbruchsgeschehen des neuartigen Coronavirus als Pandemie ein.

## Verlauf und Maßnahmen

### März 2020
Bereits am 2. März 2020 wurde die sogenannte Backtrack-Route zwischen Guyana und Suriname geschlossen. Ursprünglich galt die Schließung eine Woche lang, wurde jedoch bis auf weiteres verlängert.
Am 13. März 2020 wurde die erste COVID-19-Erkrankung in Suriname bestätigt. Es handelte sich um eine Person, die mehrere Tage vor dem positiven Test aus den Niederlanden angereist war. Infolgedessen kündigte das Land an, dass seine Grenzen und alle Flughäfen am 14. März um Mitternacht geschlossen werden. Im WHO-Situationsbericht tauchte der erste Krankheitsfall erstmals am 16. März 2020 auf.
Am 16. März wurden alle Schulen geschlossen, um eine weitere Ausbreitung zu verhindern.
Die Krankenhäuser des Landes verfügen nur über 30 Beatmungsgeräte. Am 16. März beschwerten sich die Mitarbeiter des St. Vincentius Krankenhause über einen Mangel an medizinischer Ausrüstung, um COVID-19-Patienten angemessen behandeln zu können.
Am 28. März verkündete Präsident Desi Bouterse Einschränkungen und eine teilweise Ausgangssperre zwischen 20:00 und 06:00 Uhr an. Die Maßnahmen wurden von verschiedenen Völkern bzw. Ureinwohnern unterstützt.

### April 2020
Der Minister für Handel, Industrie und Tourismus, Stephan Tsang, warnte Anfang April 2020 vor schwierigen Zeiten. Das Land befand sich bereits vor der COVID-19-Pandemie in einer Finanzkrise, die durch ein Rating von Standard & Poor’s noch verschlimmert wurde.
Der erste COVID-19-bedingte Todesfall im Land ereignete sich am 3. April 2020. Dieser Todesfall tauchte am 7. April 2020 erstmals im WHO-Situationsbericht auf.
Am 6. April wurde im Wanica-Krankenhaus in Lelydorp eine spezialisierte Covid-19-Station eröffnet.
Am 8. April wurde von der Nationalversammlung ein Ausnahmezustand erklärt. Der Ausnahmezustand sollte für drei Monate in Kraft treten, es sei denn, die Nationalversammlung verlängert die Dauer einmalig um weitere drei Monate.
Bis zum 19. April 2020 wurden von der WHO zehn COVID-19-Erkrankungen und ein COVID-19-bedingter Todesfall in Suriname bestätigt.

### Mai 2020
Am 3. Mai 2020 wurde der letzte aktive Fall von COVID-19 in Suriname wieder gesund, damit war es eines der vier Länder, neben Papua-Neuguinea, Belize und Mauritius, die zu diesem Zeitpunkt keinen aktiven Fall von COVID-19 aufwiesen.
Um den Kauf von medizinischen Versorgungsgütern zu ermöglichen, stellte die Weltbank am 5. Mai 2020 dem Staat Suriname 412.000 US-Dollar zur Verfügung.
Am 9. Mai 2020 verkündete Präsident Bouterse eine Lockerung der Ausgangssperren, so dass diese nur mehr zwischen 23 Uhr und 5 Uhr galten. Die Sperrung der Flüsse Maroni, Lawa und Tapanahony galt zudem nur noch zwischen 18 Uhr und 6 Uhr, beide Lockerungen traten am Folgetag in Kraft. Weiters wurde von Bouterse ein Unterstützungsprogramm angekündigt, für dessen Finanzierung 400 Millionen Suriname-Dollar verwendet wurden.
Am 11. Mai 2020 wurden durch den Konzern Huawei 1.000 Tablets an surinamische Schulen gespendet, um eine Umsetzung des Online-Unterrichts zu ermöglichen. Hierfür wurden durch das Bildungsministerium Surinames 100 Schulen ausgewählt, welche die Tablets erhielten.
Am 18. Mai wurde bekannt, dass wieder eine Person in Suriname positiv auf das Virus getestet wurde. Dabei handelte es sich um einen illegalen Einwanderer, der in Nieuw-Amsterdam festgenommen worden war.
Am 21. Mai 2020 wurde durch Präsident Bouterse eine Aufhebung des Lockdowns zwischen dem 24. Mai und dem 25. Mai angekündigt, damit die Wahl zur Nationalversammlung durchgeführt werden konnte. Zudem wurde eine Wiedereröffnung des Luftraums für Inlandsflüge ab dem 22. Mai verkündet.
Bis Ende Mai wurden laut der WHO 12 Personen positiv auf das Virus getestet und es gab einen COVID-19-bedingten Todesfall.

### Juni 2020
Am 1. Juni 2020 wurde aufgrund der wieder steigenden Fallzahlen durch Präsident Bouterse die Wiedereinführung der Ausgangssperren zwischen 18 Uhr und 6 Uhr angekündigt, auch alle weiteren Lockerungen wurden zurückgenommen.
Am 3. Juni wurde durch den Vize-Präsidenten von Suriname, Ashwin Adhin, ein Lockdown angekündigt, der am Folgetag um 18 Uhr begann und bis zum 12. Juni um 6 Uhr andauern sollte. Letztendlich dauerte der Lockdown bis zu 21. Juni an, am Vortag verkündete Präsident Bouterse die Lockerung.
Bis Ende Juni wurden laut der WHO 492 Personen positiv auf das Virus getestet und bereits 13 Personen waren an COVID-19 verstorben.

### Juli 2020
Am 1. Juli 2020 wurde Paul Somohardjo, der Vorsitzende der Partei Pertjajah Luhur, positiv auf das Coronavirus getestet, nachdem er noch am Vortag in ein Krankenhaus eingeliefert worden war. Da er am 29. Juni 2020 noch bei einer Sitzung der Nationalversammlung anwesend war und es zu einigen weiteren positiven Fällen bei Politikern gekommen war, wurde eine am 2. Juli geplante Sitzung auf den 6. Juli verschoben. Zudem wurde als Vorsorgemaßnahme die Testung aller Mitglieder der Nationalversammlung angekündigt.
Am 6. Juli 2020 wurde die anstehende Wahl zum Präsidenten und zum Vize-Präsidenten auf den 13. Juli verschoben.
Am 25. Juli wurden durch den neuen Präsidenten Chan Santokhi weitere Maßnahmen zur Eindämmung des Virus angekündigt. Diese beinhalteten eine Maskenpflicht, die Pflicht zur Einhaltung eines Mindestabstandes von 1,5 Meter zu anderen Personen und die Pflicht zum regelmäßigen Desinfizieren der Hände.
Bis Ende Juli wurden laut der WHO 1.607 Personen positiv auf das Virus getestet und 26 Personen waren an COVID-19 verstorben.

### August 2020
Am 11. August kündigte Präsident Santokhi weitere Maßnahmen an, die Grenzen wurden geschlossen, eine Maskenpflicht im Freien angeordnet und Versammlungen von mehr als fünf Personen verboten. Ausgenommen von der Versammlungsobergrenze waren der Arbeitsplatz, die Schule, religiöse Treffen und Beerdigungen. Zudem wurde die geltende Ausgangssperre zwischen 20 Uhr und 5 Uhr bis zum 23. August verlängert.
Nachdem die Leichenhalle eines Krankenhauses in Lelydorp aufgrund steigender Todesfälle durch das Virus überfüllt worden war, kritisierte der surinamische Gesundheitsminister Amar Ramadhin am 19. August in einem Interview Personen, die sich nicht an die Maßnahmen hielten.
Bis Ende August wurden laut der WHO 3.954 Personen positiv auf das Virus getestet und 67 Personen waren an COVID-19 verstorben.

## Impfung
Suriname ist bei COVAX angeschlossen und hat die Zusage zur Lieferung von 79.200 AstraZeneca Impfstoffdosen in der ersten Jahreshälfte von 2021. Im März erhielt Suriname die ersten 1000 von insgesamt zugesagten 50.000 Impfdosen aus Indien. Das Gesundheitsministerium hat mit Experten berechnet, dass ca. 16 Millionen US-Dollar nötig sind um in zwei Jahren eine Bevölkerung von rund 400.000 Personen gegen Corona-19 zu impfen. Hierfür wurde ein Fonds eingerichtet. Anfang Mai hat Suriname die Vereinigten Staaten und die Niederlande offiziell gebeten, ihre möglichen Überschüsse der AstraZeneca-Impfstoffe „zu einem angemessenen Preis“ zu überlassen. Mitte Mai 2021 machte die Niederlande an Suriname die Zusage zur Lieferung von 700.000 COVID-19-Imfdosen. Diese Anzahl reicht aus um alle Erwachsenen in Suriname impfen zu können.

## Statistik
Die Fallzahlen entwickelten sich während der COVID-19-Pandemie in Suriname wie folgt:

### Infektionen

Bestätigte Infizierte in Suriname nach Daten der WHO. Oben kumuliert, unten Tageswerte

### Todesfälle

Bestätigte Todesfälle in Suriname nach Daten der WHO. Oben kumuliert, unten Tageswerte